# Conímbriga (revista)
Conímbriga : revista mensal de arte, letras, ciências e crítica foi fundada em em 1923, em Coimbra. O seu grupo fundador foi composto por Valdemar da Silva Lopes, José Campos de Figueiredo, Germano de Sousa Vieira e António Gomes de Oliveira. No texto de apresentação avançam que não pretendem reformar a literatura nacional, identificando-se com uma linha estética literária de tradição. Já no campo das artes têm como maior intenção mostrar que em Coimbra há revelações artísticas de incontestável merecimento. Colaboram nesta revista: Augusto Gonçalves, Teixeira de Pascoaes, Augusto Casimiro, Afonso Lopes Vieira, Campos de Figueiredo, Vitorino Nemésio, Gomes de Oliveira e Menezes Cardoso. A capa é da autoria de Germano de Sousa Vieira.